# Milwaukee Art Museum

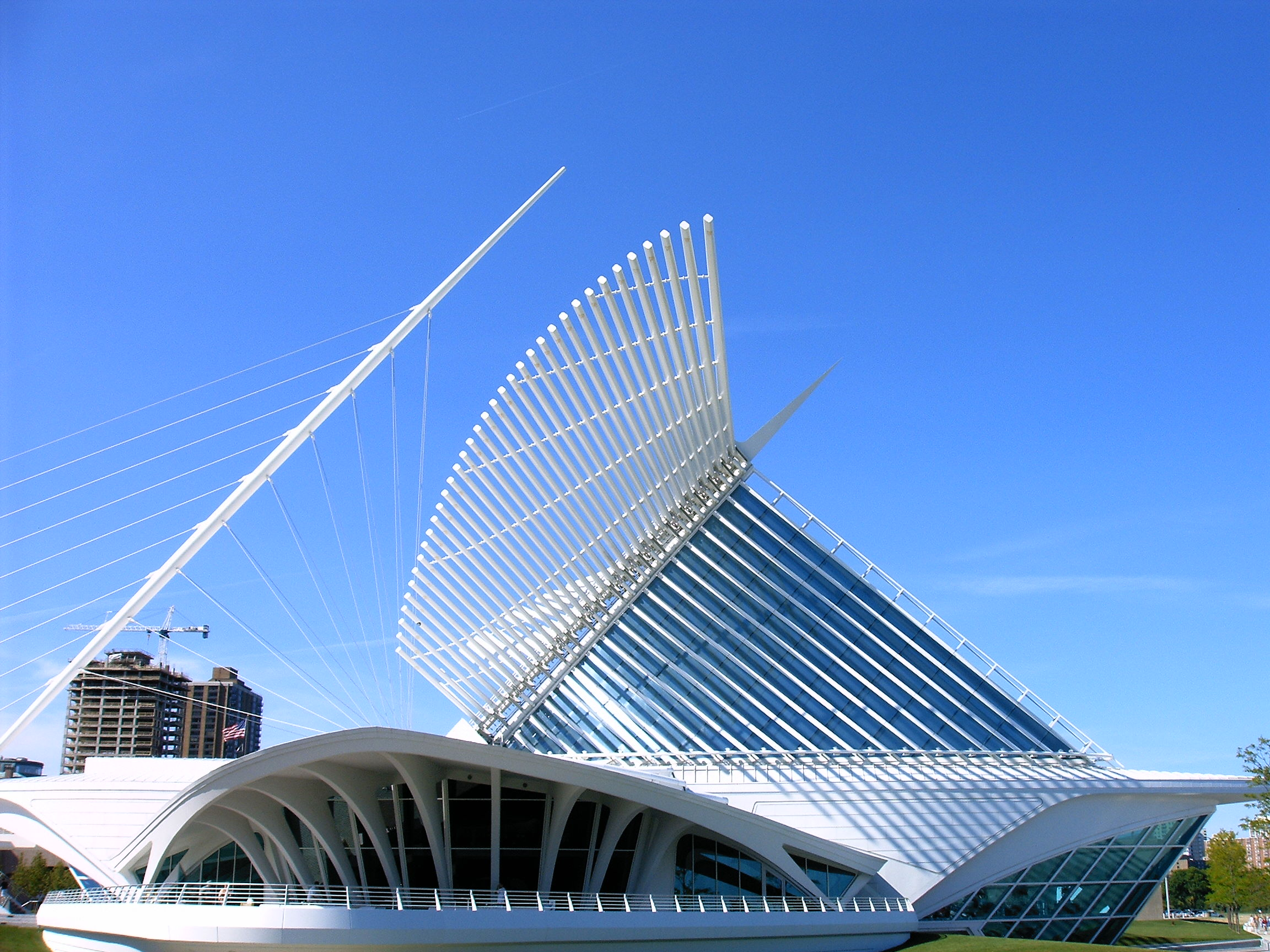
The Milwaukee Art Museum

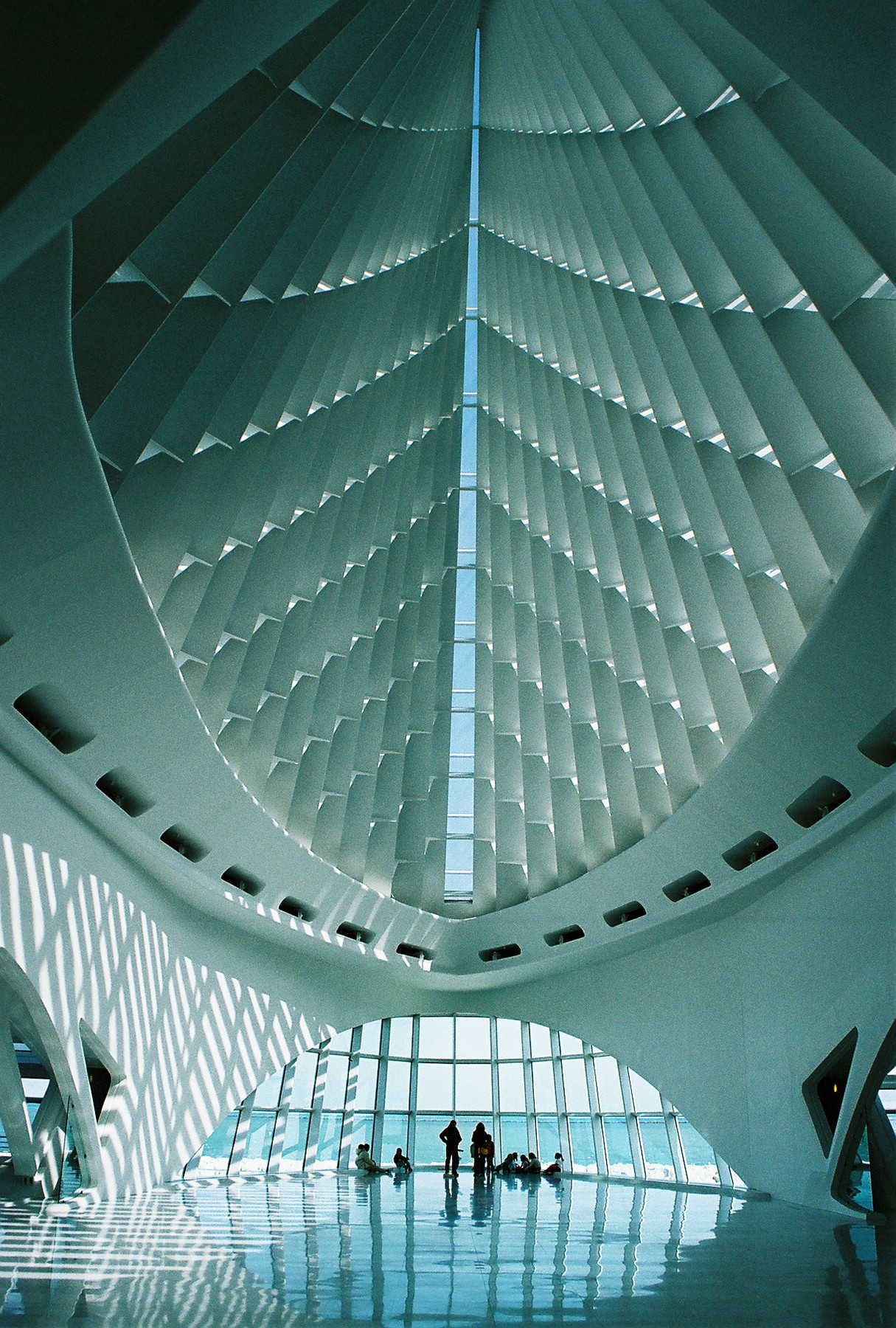

Das Milwaukee Art Museum (MAM) ist ein Kunstmuseum in Milwaukee, Wisconsin.

## Geschichte
Die Museumsgeschichte beginnt 1888 mit der Gründung der Milwaukee Art Association durch deutsche Künstler. Der Unternehmer und Kunstsammler Frederick Layton erbaute die heute nicht mehr bestehende Layton Gallery.
Mäzene spendeten dazu ihre Sammlungen, vorab Alexander Mitchell, weiter Richard und Erna Flagg (Renaissance, Mittelalter und haitianische Volkskunst), René von Schleinitz (deutsche und österreichische Gemälde des 19. Jahrhunderts), Maurice und Esther Leah Ritz, (Expressionismus), Anthony Petullo, (amerikanische und europäische Volkskunst) und Harry L. Bradley, (europäische und amerikanische Gemälde und Skulpturen des 19. Jahrhunderts).
1911 wurde das Milwaukee Art Institute, ein weiteres Gebäude, gebaut, um Ausstellungen und weitere Sammlungen unterzubringen. Das Institut wurde direkt neben der Layton Art Gallery gebaut.

## Neubau
Das neue Museumsgebäude des Architekten Santiago Calatrava wurde am 4. Mai 2001 eröffnet. Das Gebäude, der Architekt und die verantwortlichen Ingenieure erhielten 2003 den Outstanding Civil Engineering Achievement Award der ASCE sowie 2004 den  Outstanding Structure Award der IABSE. Das ältere Gebäude aus dem Jahr 1957 wurde von Eero Saarinen entworfen.

## Sammlung
Im Besitz des Museums befinden sich rund 35.000 Objekte, auch zahlreiche Werke von Georgia O’Keeffe, außerdem Gemälde und Zeichnungen von
Jules Bastien-Lepage, Christian Ludwig Bokelmann, Ferdinand Bol, Francesco Botticini, William-Adolphe Bouguereau, Gustave Caillebotte, Nardo di Cione,
Edgar Degas, Jean-Honoré Fragonard, Jean-Léon Gérôme, Robert Gober, Jan van Goyen, Winslow Homer,
Franz von Lenbach, Joan Miró, Claude Monet, Charles Théodore Frère, Max Pechstein, Pablo Picasso, Camille Pissarro, Gerhard Richter, Auguste Rodin, Mark Rothko, Antonio Rotta,
Carl Spitzweg, Jan Swart van Groningen, Henri de Toulouse-Lautrec, Hendrick Cornelisz. van Vliet, Andy Warhol,
Ferdinand Waldmüller, Alfred von Wierusz-Kowalski, Frank Lloyd Wright, Francisco de Zurbarán u. a.

## Ausstellung
- 2010: Street Seen - The Psychological Gesture in American Photography; Katalog: Prestel Verlag, München und New York